# Lieja
|  | Per a altres significats, vegeu «Lieja (desambiguació)». |

Lieja (en francès i oficialment, Liège; en való, Lîdje; en neerlandès, Luik; en alemany, Lüttich) és la capital de la província belga del mateix nom, la més oriental de les valones. Amb 197.637 habitants (octubre 2013) (600.000 a l'aglomeració, 1.086.232 a la província), anomenats liegesos, és la cinquena ciutat de Bèlgica i la primera de Valònia. De 980 fins al 1795 era la capital del principat de Lieja, un estat autónom dins del Sacre Imperi Romanogermànic.
Està situada a la confluència dels rius Mosa, Llègia i Ourthe, i a la vora del Vesdre, tributari de l'Ourthe, a 100 km a l'est de Brussel·les, 25 km al sud de Maastricht (Països Baixos) i 40 km a l'oest d'Aquisgrà (Alemanya).
Centre d'una regió fortament industrialitzada (carbó, siderúrgia), Lieja era una ciutat important econòmicament al segle xix però l'activitat va començar a decaure a la segona meitat del segle xx amb l'ocàs del sector miner i les restructuracions de la siderúrgia, les fabricacións metàl·liques i les armes. Als suburbis, nombrosos turons negres anomenats terrils formats durant decennis amb les terres i la ganga sobrant de l'extracció de carbó són testimonis del passat miner de la regió. Malgrat els esforços de reconversió industrial i econòmica, el sector de l'acer continua essent de gran importància a la regió. S'havia previst la seva desaparició però a Seraing el 2008 un alt forn tancat va reobrir-se. Actualment s'aposta per la logística, mitjançant el desenvolupament de l'aeroport de mercaderies de Bierset, el port fluvial (tercer port interior d'Europa) i l'edificació d'una nova estació de ferrocarril dissenyada per l'arquitecte valencià Santiago Calatrava.
Es creu que deu el seu nom al Llègia, riuet afluent del Mosa. És però més probable que l'origen etimològic sigui Leudica ("lloc públic" en la llengua dels francs), o bé del llatí Leodiens. Actualment el nom oficial de la ciutat és Liège, en francès, tot i que fins al 1950 s'escrivia Liége (amb accent tancat).

## Història
Les primeres traces d'habitació daten del Paleolític mitjà (200.000 aC) i a l'aiguabarreig del Llègia i del Mosa, a la futura plaça Saint-Lambert s'han trobat traces d'una ocupació continua des del 80.000-50.000 aC). Un poble primitiu va desenvolupar-se als anys 5300-5250 aC. Al mateix lloc, a les ruïnes d'una vil·la gal·loromana del segle ii va desenvolupar-se un poblat fràncic, merovingis i carolingis.
L'assassinat vers 705, del bisbe Lambert de Lieja i la decisió d'Hubert de Lieja de transferir la seu del bisbat de Maastricht a Lieja, atès el culte del martiri que va desenvolupar-se va transformar a poc a poc el poblat en veritable ciutat. Al 972 el bisbe Notger va fortificar la ciutat i fer construir una nova església dedicada al sant liegès. Quan va esdevenir el primer príncep-bisbe al 980, Lieja va esdevenir la capital d'un principat autónom dins del Sacre Imperi Romanogermànic fins a la revolució francesa el 1795.
La història de la ciutat va anar junts amb la del principat, en cercar sempre uns compromisos amb els veïns potents que sempre van cobejar aquest territori, però mai no van poder ocupar-lo de debò. Com que era un principat-bisbal, no podien annexar-lo per un matrimoni geo-estratègic. Les cases reials d'Europa (dels quals els més coneguts van ser els Waldeck, els Dampierre, els Borbons, els Wittelsbach) sempre van haver de trobar un nebot per a continuar la dinastia. De vegades, el capítol de Saint Lambert, que tenia la darrera paraula, va mostrar la seva autonomia i elegir un príncep-bisbe local (Erard de la Mark, Joan Lluís d'Elderen…) el que no sempre va facilitar les relacions amb els veïns.
El 1468, va ser el moment més dur a la història de la ciutat amb la seva destrucció completa per a les tropes de Carles el Temerari i Lluís de Gruuthuse, quan els liegesos van continuar refusant l'autoritat del príncep-bisbe Lluís de Borbó, el nebot de Felip III de Borgonya.
Després de la revolució francesa, el 1815, la ciutat va passar al Regne Unit dels Països Baixos i el 1830 a Bèlgica. Aleshores va començar un període de florescència fins al 1962, gràcies al desenvolupament de la indústria i la creació d'una universitat i altres institucions educatives. Des de l'inici del segle xxi, es veuen els signes d'un renaixement de la ciutat amb un creixement de la població a partir del 2003.

## Geografia

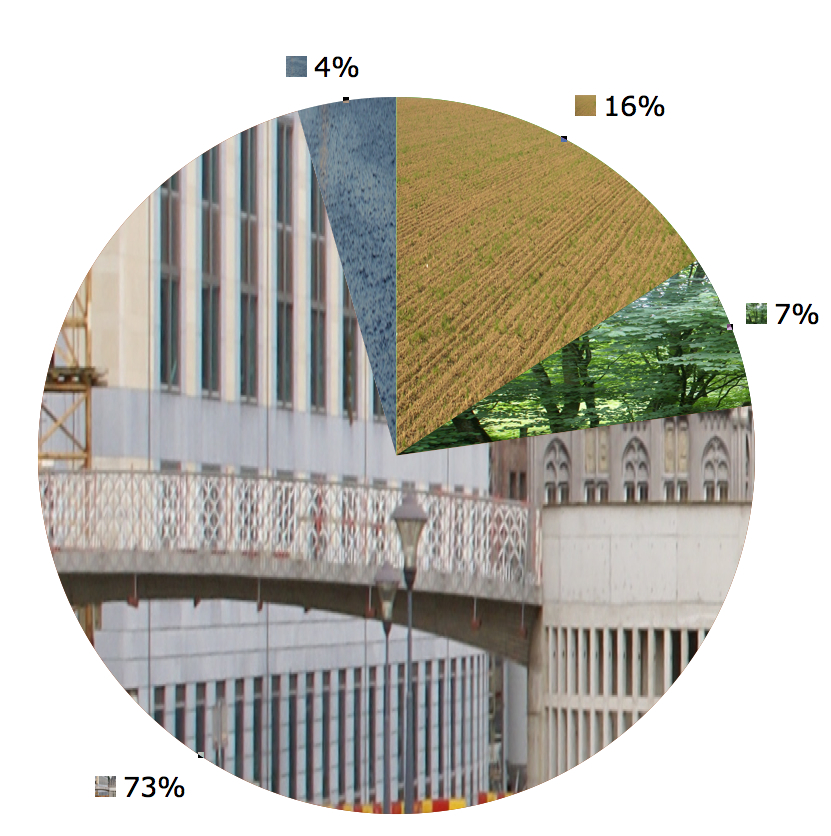
Usos del sòl

El 73% de la superfície l'ocupen construccions, el 16% correspon a conreus, el 7% a bosc i parcs i el 4% restant correspon a rius i llacs, entre d'altres. Tot i ésser un espai força urbanitzat, el 27% de la superfície està ocupada per boscos, parcs, terres de conreu i aigües planes. Hi ha grans parcs i espais verds a prop del centre: els Côteaux de la Citadelle, el Parc d'Avroy, el Parc de la Boverie i el Parc de la Chartreuse.

### Demografia
- Source[4] Estàtistiques oficials de Bèlgica - Nota: de 1806 a 1970 = cens; des de 1977 poblacià al 1er de gener; des de juliol de 2010:[5]
- 1927: Fusió amb parts de Bressoux, Jupille, Herstal i Wandre
- 1977: Fusió amb Angleur, Bressoux, Chênée, Glain, Grivegnée, Jupille-sur-Meuse, Rocourt, Wandre i parts d'Ans, Chaudfontaine, Herstal, Seraing, Saint-Nicolas, Esneux i Juprelle; cessió de parts a Chaudfontaine, Blegny, Visé i Oupeye

Al llarg de la seva història, la ciutat sempre va ser un lloc d'immigració. Després de la revolució industrial a l'inici del segle xix i l'explotació a gran escala, els Limburguesos, fugint la pobresa i la fam de la seva província agrària van formar una primera gran vaga, després va venir una primera vaga d'italians després de la Segona Guerra Mundial. Després de la Segona Guerra Mundial, l'estat belga va reclutar activament italians per a treballar a les mines i en mensura menor a espanyols. A l'inici dels anys seixanta, l'estat va procedir una darrera vegada a promoure la immigració de turcs i magribins. El que fa que Lieja sigui la ciutat més italiana de Bèlgica és que hi hagi barris als quals més de la meitat de la població és d'origen italià.
Des de 1930, la ciutat ha anat perdent població fins al 2003, amb el fenomen de dispersió que ha patit tot el Benelux després de la creació de la important xarxa d'autopistes i la urbanització dels pobles rurals prop de les ciutats llargues. Aquesta tendència s'ha invertit, gràcies a la rehabilitació urbanística i la construcció de cases de qualitat centrals. Del punt més baix el 2003 (184.259) la ciutat ha guanyat més de 13.000 habitants (197.637) o més de 7,2% el 2013. Cal afegir un nombre desconegut d'habitants non domiciliats (estudiants, residents non oficials inscrits a la seva segona residència per a raons fiscals, refugiats…), estimat a almenys 10.000 persones.

### Economia
Des de l'edat mitjana, la ciutat ha sigut un centre de serveis, de govern, de comerç, d'educació i de cultura. Tot i tenir la seva pròpia indústria, la indústria pesant va establir-se als suburbis de la "corona vermella": Herstal, Seraing, Fléron, Saint-Nicolas, Flémalle, Rocourt.
Des del 1960, tant Lieja com la seva regió pateixen una crisi econòmica deguda inicialment al tancament de les mines i posteriorment a la crisi de la indústria siderúrgica de l'Europa occidental. Als anys 90, l'emblemàtica Cockerill-Sambre fou adquirida pel grup francès Arcelor, integrat posteriorment al grup Arcelor-Mittal. Després d'innombrables ajornaments, l'abril de 2005 el primer dels alts forns de Seraing va tancar-se. El 2008 va haver-hi una breua pròrroga i van tornar a obrir-lo per a respondre al creixement de la demanda d'acer, però el 2011 va ser la fi definitiva de la «fase calenta» de la producció d'acer, només quedarà la transformació d'acer fabricat en un altre lloc.
Les disputes entre els diferents poders de la regió (polítics, sindicats i empresaris) de vegades han reduït l'eficiència dels ens creats per promoure la reactivació i reconversió econòmica. A poc a poc, un consens sembla créixer que cal transcendir les fronteres dels municipis i cercar solucions regionals.
Els últims anys, Lieja ha apostat per ésser la plataforma logística de l'euroregió Mosa-Rin, amb la inversió en l'aeroport de mercaderies de Lieja-Bierset, l'ampliació del Port Autònom de Lieja (al riu Mosa i al canal Albert) i la renovació de la principal estació de ferrocarril (Liège-Guillemins) per a l'arribada del tren d'alta velocitat, dibuixada per a l'arquitecte valencià Santiago Calatrava. Aquests esforços no van romandre sense effectes. De juliol 2006 a juliol 2010 la taxa d'atur va baixar de 26,01% a 22,54% de la població activa. Si el 2010 sempre queda massa elevada en comparar amb la mitjana de Valònia de 17,03% el 2010, després d'unes dècades d'estagnació, la tendència sembla haver-se invertit de manera durable.

### Ensenyament
La Université de Liège, fundada el 1817 pel rei Guillem I dels Països Baixos és una de les tres més importants universitats belgues francòfones (darrere la Universitat Catòlica de Lovaina i de la Universitat Lliure de Brussel·les) i una de les dues úniques universitats estatals. El 1957, el rector Dubuisson va decidir reagrupar les facultats disperses a la ciutat i traslladar-les a l'altiplà del bosc de Sart Tilman, a pocs quilòmetres de la ciutat. Les antigues instal·lacions de Val Benoît es transformaren en un centre de PIME. Compta amb uns 13.000 estudiants.
Als anys 1965-1985, les interminables obres de destrucció del centre per a construir una autopista "penetrant" amb la creu principal prevista a la plaça Sant Lambert, el desplaçament de la universitat a vuit quilòmetres del centre, la destrucció de centenars de cases nobles van minvar l'atractivitat dels barris del centre de la ciutat que s'han buidat de famílies per acollir una població méns opulent. Tots aquests factors van contribuir a la degradació dels habitatges i de la qualitat de vida. En veure que la ciutat perdia no tan sols els estudiants però també una animació agradable, més tard es va decidir de mantenir la facultat de filologia i de filosofia al centre, als edificis històrics encarregats per Guillem I.

### Urbanisme

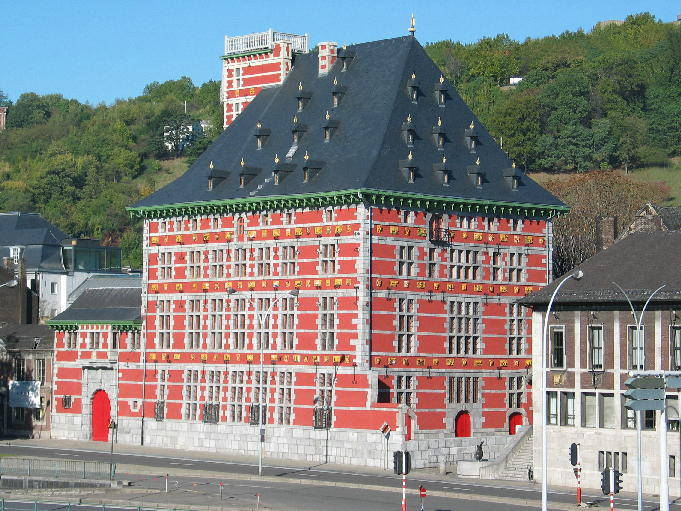
La casa Curtius, centre del nou conjunt museístic Grand Curtius

A l'inici dels anys 80 del segle passat, l'arquitecte Charles Vandenhove va ser el primer que va veure el potencial arquitectural de la ciutat, quan va restaurar una sèrie de cases nobles al carrer Hors Château, eixamplat amb la creació de pisos nous en estil postmodern que es mesclen ben bé amb les cases de la renaixença (Cour Saint-Antoine, rue des Brasseurs). A poc a poc, el teixit urbà es recrea en connectar-se petites illes de renovació la ciutat retroba l'esplendor d'antany.
Darrerament, es potencia el caràcter comercial de la ciutat, especialment a la ciutat vella, amb l'obertura de diferents galeries comercials i la finalització de la reforma de la plaça de Sant Lambert (que restà 20 anys paralitzada), i com a destinació turística cultural amb el conjunt museístic Grand Curtius, que reagrupa la important col·lecció d'art sacre i tresors religiosos de l'antic Principat. Malgrat tots aquests esforços, la taxa d'atur continua estant a prop del 20%.
Rep sovint el sobrenom de Cité ardente (ciutat ardent), nom provinent d'una novel·la cavalleresca escrita per l'autor brussel·lès Henri Carton de Wiart el 1904. Aquesta novel·la (de veracitat històrica molt discutible) explica el saqueig de Lieja per les tropes de Carles el Temerari el 1468.

## Liegesos cèlebres
- Carlemany (742-814), Emperador d'Occident
- Joan Decorte dit Curtius (Lieja, 1551 – mort a Liérganes, 1628) fabricant d'armes a foc.
- Georges Nagelmackers (Liège 1845 - Château de Villepreux 1905): industrial, fundador de la Compagnie Internationale des Wagons-Lits i constructor de l'Orient Express
- Georges Simenon (1903 Lieja – 1989 Lausana), escriptor, creador de l'inspector Maigret.
- Jean-Pierre i Luc Dardenne, cineastes. Palma d'Or a Canes per "Rosetta".
- André Ernest Modeste Grétry (1741 Lieja – 1813 París), compositor.
- Zénobe Gramme (1826 – 1901), enginyer, inventor de la dinamo "Gramme".
- César Franck (1822 Lieja – 1890 París), compositor.
- Violetta Villas (1938 Lieja), cantant molt famosa en Las Vegas i Europa.
- César Thomson (1857, violinista i professor.
- Pierre Auguste Dupont, (1827-1890), compositor i pianista.
- José Dupuis (1831-1900), actor de teatre i cantant.
- Henriette van den Boorn-Coclet (1866-1945) compositora musical.
- Thomas Thollé (1760-1823) tenor i compositor.
- Antoine-Frédéric Gresnick (1752-1799) compositor i director d'orquestra.
- Eugénie-Emilie Juliette Folville (1870-1946) violinista, compositora i directora d'orquestra.
- Rongé, Jean-Baptiste (1825-1882) musicòleg i compositor.
- Adam Rener (1480-1520) compositor.
- Pierre François Riga (1831-1892), compositor musical
- Édouard Zeckendorf (1901-1983), metge militar i matemàtic aficionat

## Turisme

### Col·legiata de Sant Pau
La col·legiata de Sant Pau es troba a una de les dues places principals de la ciutat. La col·legiata fundada pel bisbe Èracli (segle x), predecessor de Notger, elevada al rang de catedral el 1802 després de la destrucció de la catedral de Sant Lambert durant la Revolució (1793) i el concordat del 1801. Compta amb un important tresor.

### Pont d'Avroy
Era un antic pont sobre el Sauvenière, un braç del Mosa assecat al segle xix que encerclava el barri de l'illa.

### Estació des Guillemins
La nova estació principal, inaugurada al setembre de 2009 i dibuixada per a l'arquitecte valencià Santiago Calatrava, a poc a poc esdevé una atracció turística sui generis, per la qualitat de l'edifici i pels espectacles i exposicions que s'hi organitzen.

### Médiacité
Inaugurada el 2010, la Médiacité (Ciutat dels mitjans de comunicació) dibuixada per a l'arquitecte Ron Arad al siti d'una fàbrica metal·lúrgica i d'una estació desafectada és en via de donar una vida nova a un vell barri industrial gairebé abandonat.

### Pont des Arches
El pont des Arches era durant segles l'únic pont al Mosa entre Huy i Maastricht. És el pont més vell de la ciutat. Al segle xix, el pont vell amb les arcades típiques que van donar el nom al pont (arche = arcada) es va reemplaçar per un pont nou, més ample, després de la modernització de la xarxa viària i la construcció de la rue Léopold segons el model dels bulevards de París. De l'antic pont només romanen dues arcades força amagades a la fi del carrer rue du Pied du Pont des Arches al marge esquerre del Mosa. L'exèrcit belga va dinamitar el pont dues vegades a l'inici de la primera i de la Segona Guerra Mundial en un intent va d'aturar el pas als invasors alemanys.

### Le Carré
Cita ineludible per a la vida nocturna, és un dels barris més antics de Lieja. Està principalment format per bars (cafès), restaurants, etc., mentre que de dia hi obren les botigues més exclusives.

### Plaça de la República Francesa(Place de la République Française)
Cada dia s'hi poden comprar flors als floristes que l'ocupen. La tradició prové del desig de la reina Astrid (durant l'època d'entreguerres), que la trobava molt bella tan florida.

### Place de l'Opéra
A la plaça es troba el Teatre Reial (Théâtre Royal), edifici del 1820 d'estil neoclàssic, amb la sala a la italiana de 1.033 localitats que acull l'Òpera Reial de Valònia (Opéra Royale de Wallonie). Davant l'edifici es troba l'estàtua del compositor Grétry del segle xix.

### Plaça Sant Lambert(Place Saint-Lambert)i els vestigis de laCatedral de Sant Lambert

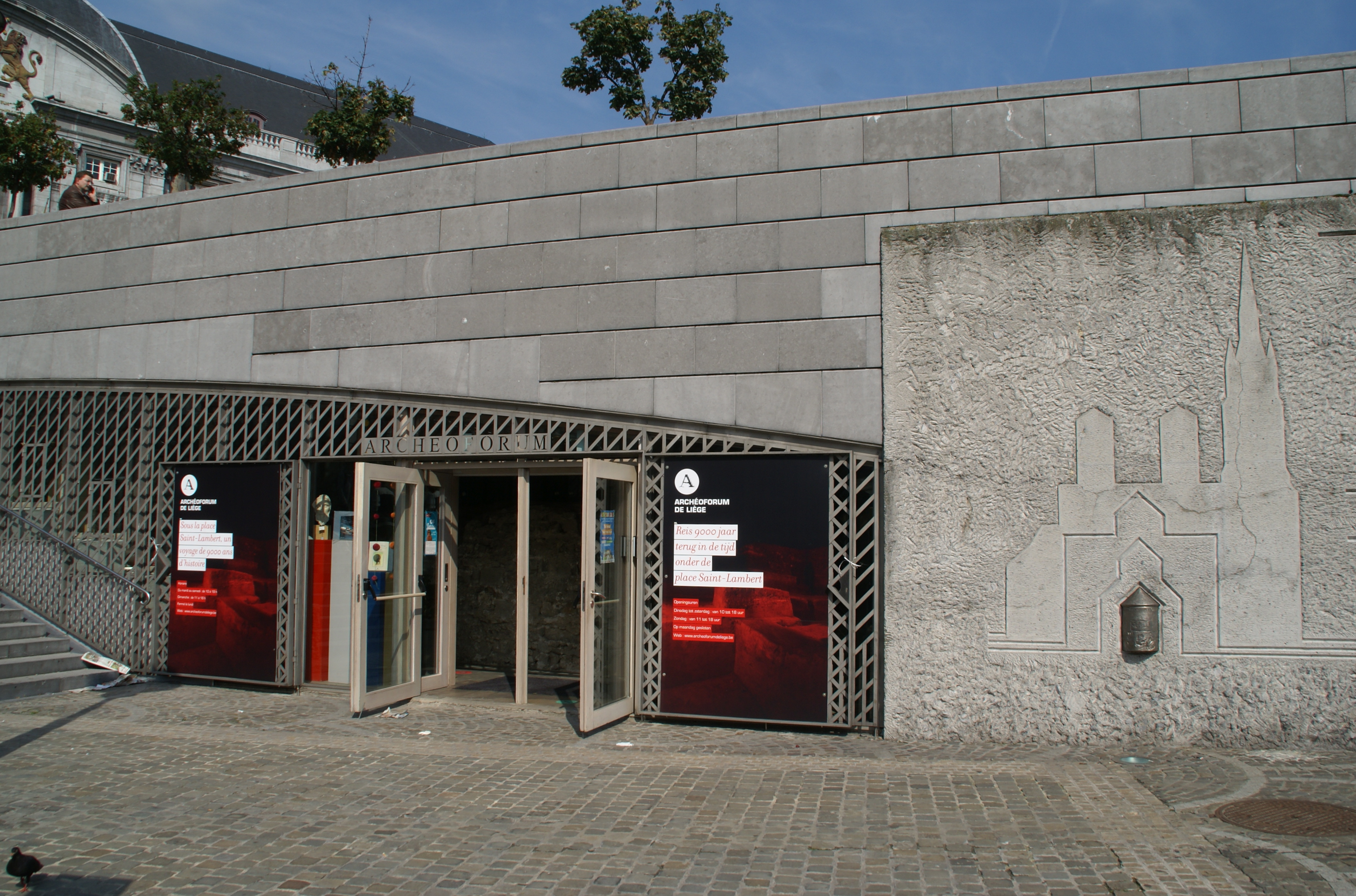
Entrada de l'archeoforum amb accés als vestigis de la vil·la romana i de la Catedral de Sant Lambert

La plaça es troba exactament a l'indret on va néixer la vila, la confluència d'un rierol i un braç del Mosa (avui dessecat). En aquest punt es trobava la vila romana (se'n poden visitar les restes a l'Archéoforum, sota la plaça) i és on sant Lambert va patir el martiri.
S'hi van bastir tres catedrals consecutives dedicades a sant Lambert i a santa Maria: l'otònica, la romànica i la gòtica. Es tractava de la catedral més gran del món després de la basílica de Sant Pere a Roma i la de Santiago de Compostel·la. El campanar s'alçava fins als 130 metres d'alçada. Fou cremada durant la Revolució. Actualment uns pilars en reixes metàl·lics en representen els antics pilars.

### El Palau dels Prínceps Bisbes(Palais des Princes-Évêques)
Començat per Notger al segle x, el palau dels prínceps-bisbes ha estat totalment reconstruït després de la destrucció de Lieja del segle xvi. El príncep bisbe, gran viatger i admirador de la Itàlia renaixentista, desitjava un palau d'aquest estil. Va encarregar l'obra a un artista local que no va saber sortir de la tradició gòtica, ja que mai havia viatjat fora del país. Va ésser finalment renovat al segle xix, amb una nova addició d'elements neogòtics que traïen per segon cop els desitjos de l'iniciador.
Actualment acull el Palau de Justícia i el Govern provincial. Malauradament, no és visitable. Es pot accedir a un dels seus patis interiors i contemplar les columnes amb tots els capitells esculpits, d'inspiració exòtica.

### Plaça del Mercat(Place du Marché)

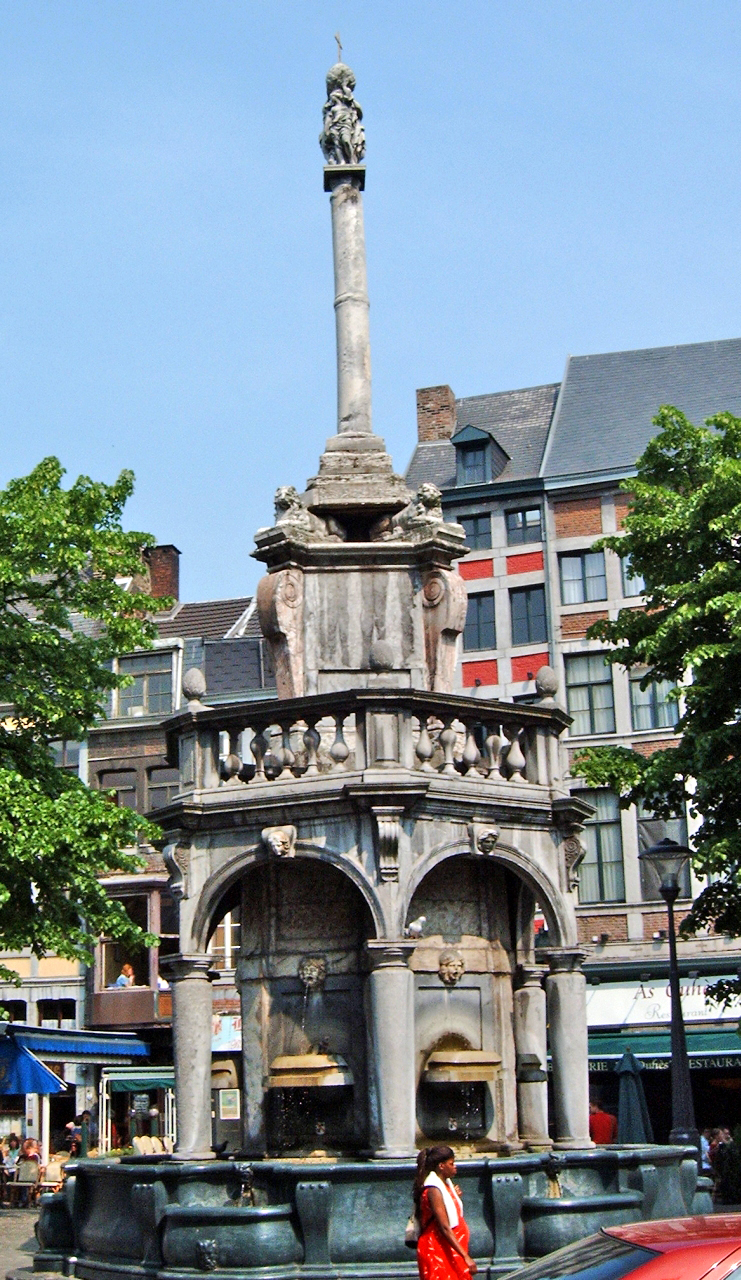
El perron, centre i símbol de Lieja.

Era l'única plaça de Lieja durant l'edat mitjana i acollia els mercats fins al segle xx.
Hi destaca l'estàtua del perron (una mena de columna), que és el símbol històric de les llibertats municipals. Quan la vila fou assetjada el 1468 per Carles el Temerari, Lieja resistí diverses vegades, fins que un cop vençuda fou cremada com a càstig (excepte les esglésies, cosa que explica l'absència d'edificis civils anteriors al segle xvi). El càstig més humiliant fou, però, el trasllat del perron a Bruges, que provocà noves revoltes. A la mort de Carles, la seva filla, Maria de Borgonya, el retornà a la ciutat.
També s'hi troben l'Ajuntament (Hôtel de Ville), que data del segle xviii, i Saint-André, església dessacralitzada després de la revolució de 1793 a la qual s'organitzen exposicions.
És una plaça molt tranquil·la i agradable. Un lloc perfecte per assaborir una bière d'abbaye (cervesa d'abadia) o un péket (aiguardent fet de gra típic) a les terrasses d'estiu.

### Outremeuse
Outremeuse (que significa «enllà del Mosa) és un barri situat en una illa entre la riba dreta del Mosa i la derivació de l'Ourthe. A l'edat mitjana era creuat per una sèrie de petits braços del riu que accionaven molins. El 1602, el príncep-bisbe Ernest de Baviera hi fundà un hospital, l'hôpital de Bavière que fins al 1987 fou l'hospital principal de la ciutat. Només en queden la capella i uns edificis històrics. Romàn encara un petit quarter, amb carrerons més intimes a l'entorn del carrer En Roture amb cases d'entramat de fusta. És la part més pintoresca, popular i sovint exòtica. Malgrat que fou parcialment destruït durant la Segona Guerra Mundial, encara és agradable de passejar-s'hi, especialment pels molls del Mosa. S'hi troba la casa natal del compositor Grétry i una casa on el jove Georges Simenon visqué. Al segle xix els cursos d'aigua van ser terraplenats i transformats in avingudes i urbanitzacions modernistes.
Barri del folklore per excel·lència, l'ambient d'Outremeuse és força diferenciat del de la resta de la ciutat. Irònicament, alguns habitants no es consideren ni tan sols belgues, sinó ciutadans de la República Lliure d'Outremeuse. La qual estaria composta, alhora, pel municipi lliure de Saint-Pholien i l'alcaldia de Roture. Outremeuse no seria tan peculiar sense la festa del 15 d'agost. Inicialment festa religiosa dedicada a la Mare de Déu, hi ha pres el protagonisme l'aspecte profà, en un dels esdeveniments més importants de Valònia. Amb celebracions durant tres dies, reuneix diverses desenes de milers de persones, que ballen i canten pel carrer al so de concerts gratuïts i beuen el pékèt que es ven fins i tot als portals dels veïns. Es poden trobar múltiples reproduccions de la Verge Maria per racons i portals del barri.
En Tchantchès és un personatge històric al voltant del qual es va formar tota una mitologia després de la seva mort (cap al 1850). Era el liegès típic, de caràcter afable, de bon cor, sempre disposat a defensar els febles i a revoltar-se contra els poderosos, sempre que tingués el seu got de pékèt. Ha esdevingut un personatge de titelles, vestit com a miner amb un mocador vermell al coll, en lluita incessant contra Carlemany. Se'l pot veure dins el seu teatre museu (s'hi fan espectacles els diumenges al matí), localitzat al barri de l'Outremeuse. La Nannesse és la seva companya.

### Ciutadella(Citadelle)

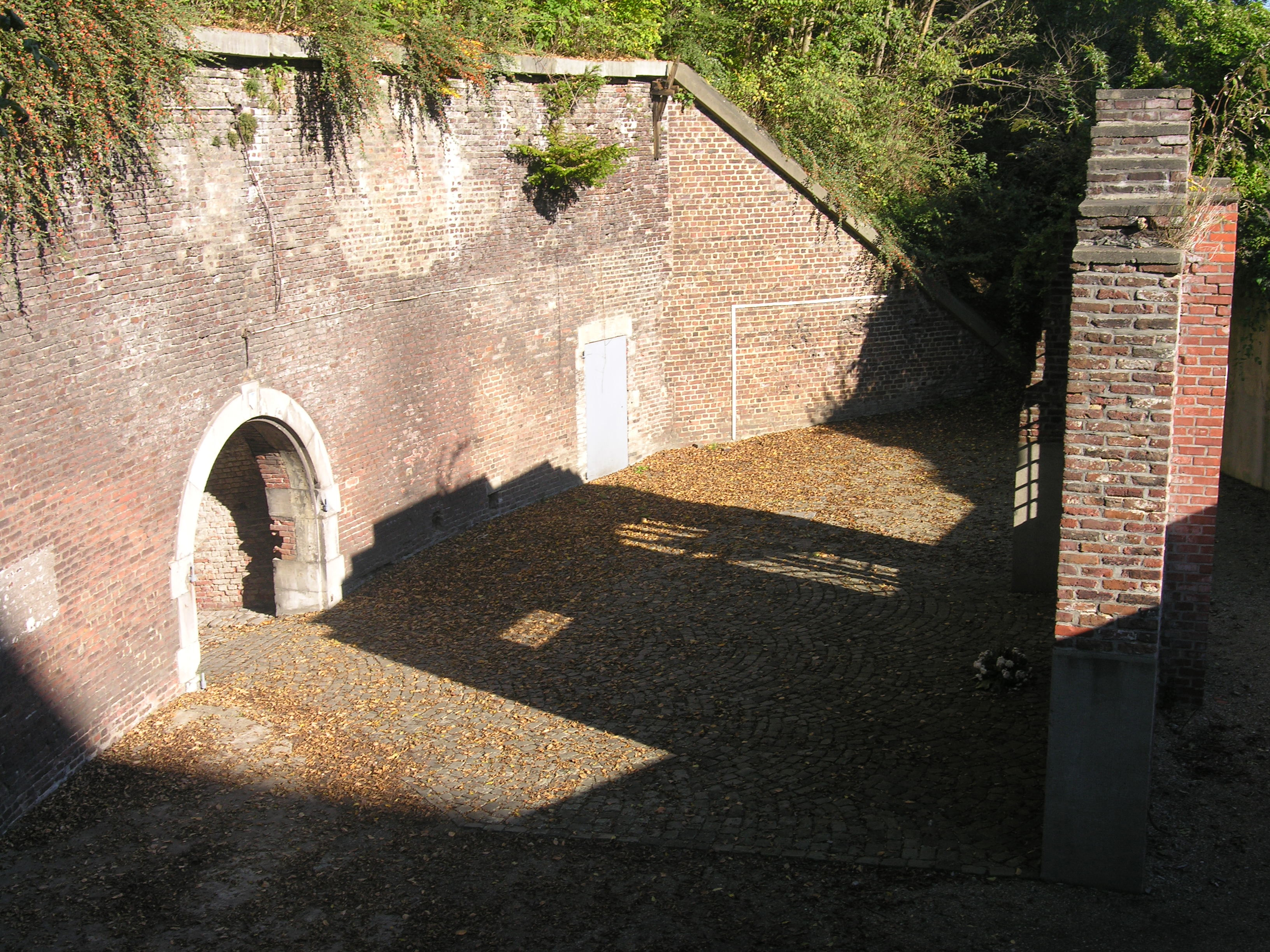
Ciutadella de Lieja: Clos dels afusellats.

Era una ciutadella militar al capdamunt del turó homònim. Als anys huitanta del segle xx, quan els militars ja havien abandonat el lloc, la caserna va enderrocar-se per a construir un nou hospital públic, anomenat "Hôpital de la Citadelle". És especialment interessant de pujar-hi pel panorama general de la ciutat i pel barri que es travessa, força bohemi i diferenciat. Romanen restes de les fortaleses successives al parc que circumda l'hospital.
Al costat esquerre de l'hospital es troba l'Enclos des fusillés (el clos dels afusellats), l'endret de l'antica ciutadella al qual els ocupants alemanys afusellaven els resistents belgues durant la Segona Guerra Mundial. Encara avui es veuen els forats al mur de rajoles on les bales van entrar.
Darrerament s'han marcat uns itineraris que permeten fer l'ascensió, bé pels carrerons d'aquest barri, bé per la part més boscosa, o bé per petits carrerons i jardins que es troben darrere el Palau dels Prínceps-Bisbes.
L'altra forma de pujar-hi és per les Escales de Bueren, un conjunt de centenars d'escales. Cada any, un dissabte d'octubre, s'il·luminen amb espelmes.

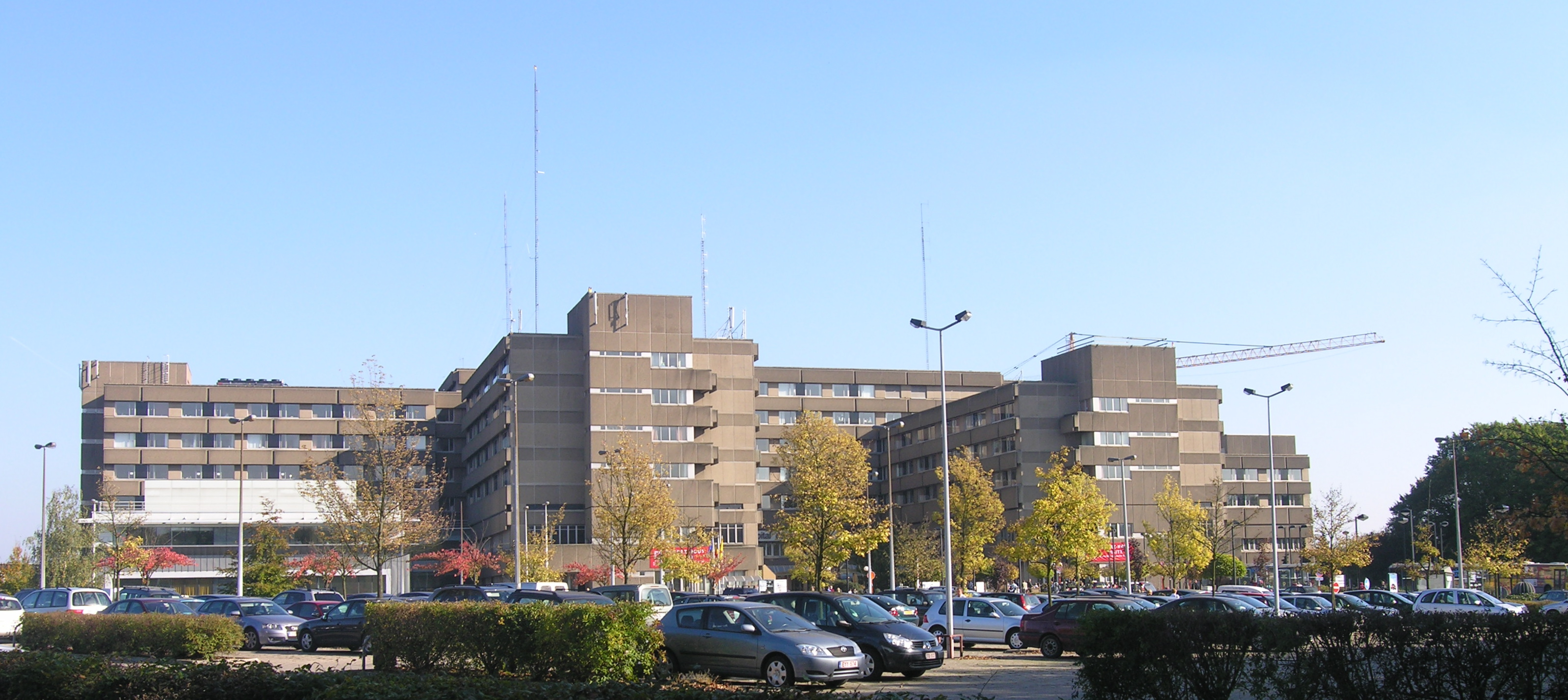
Hôpital de la Ciutadella
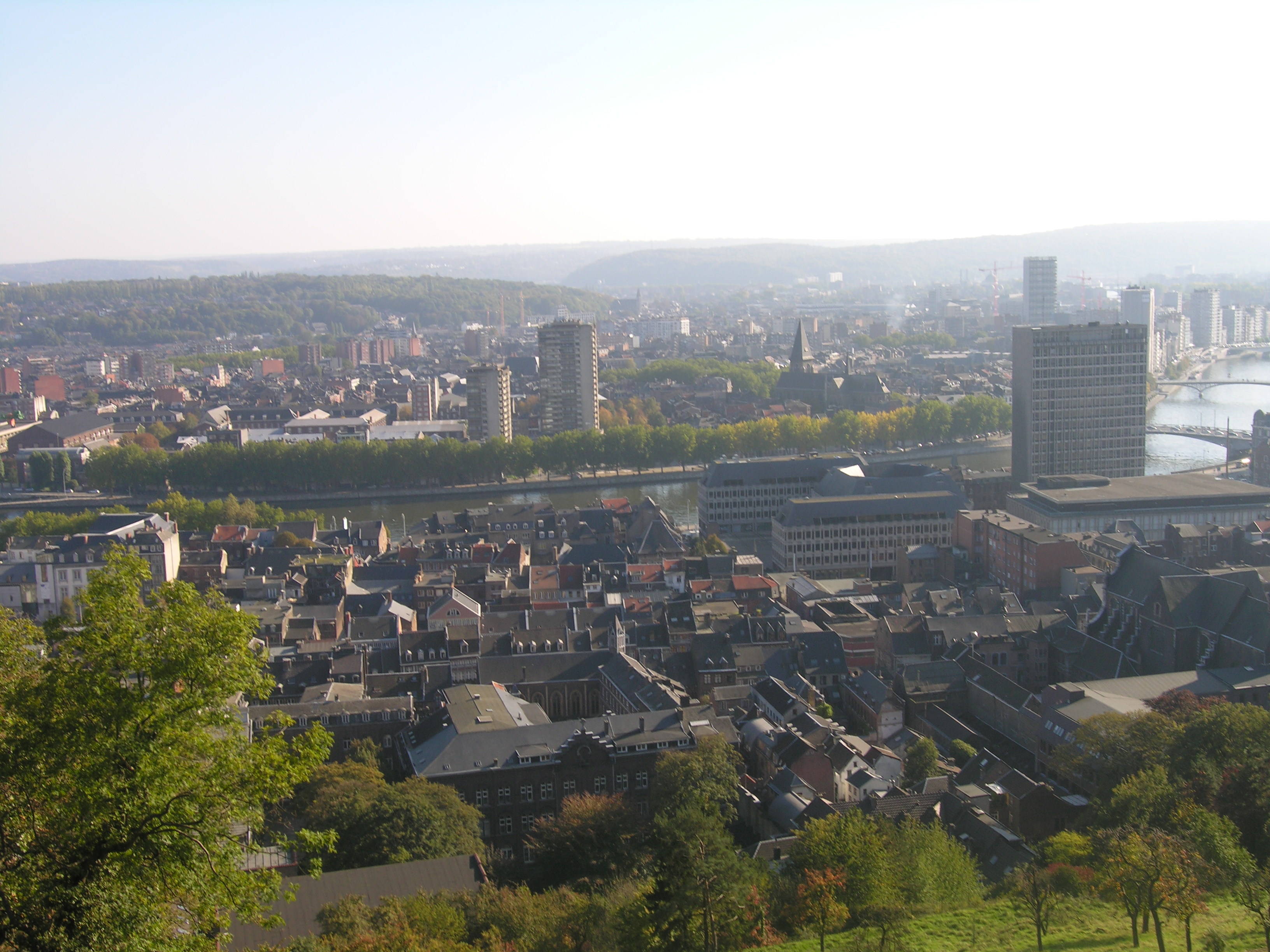
Panorama de la ciutat des de la Ciutadella
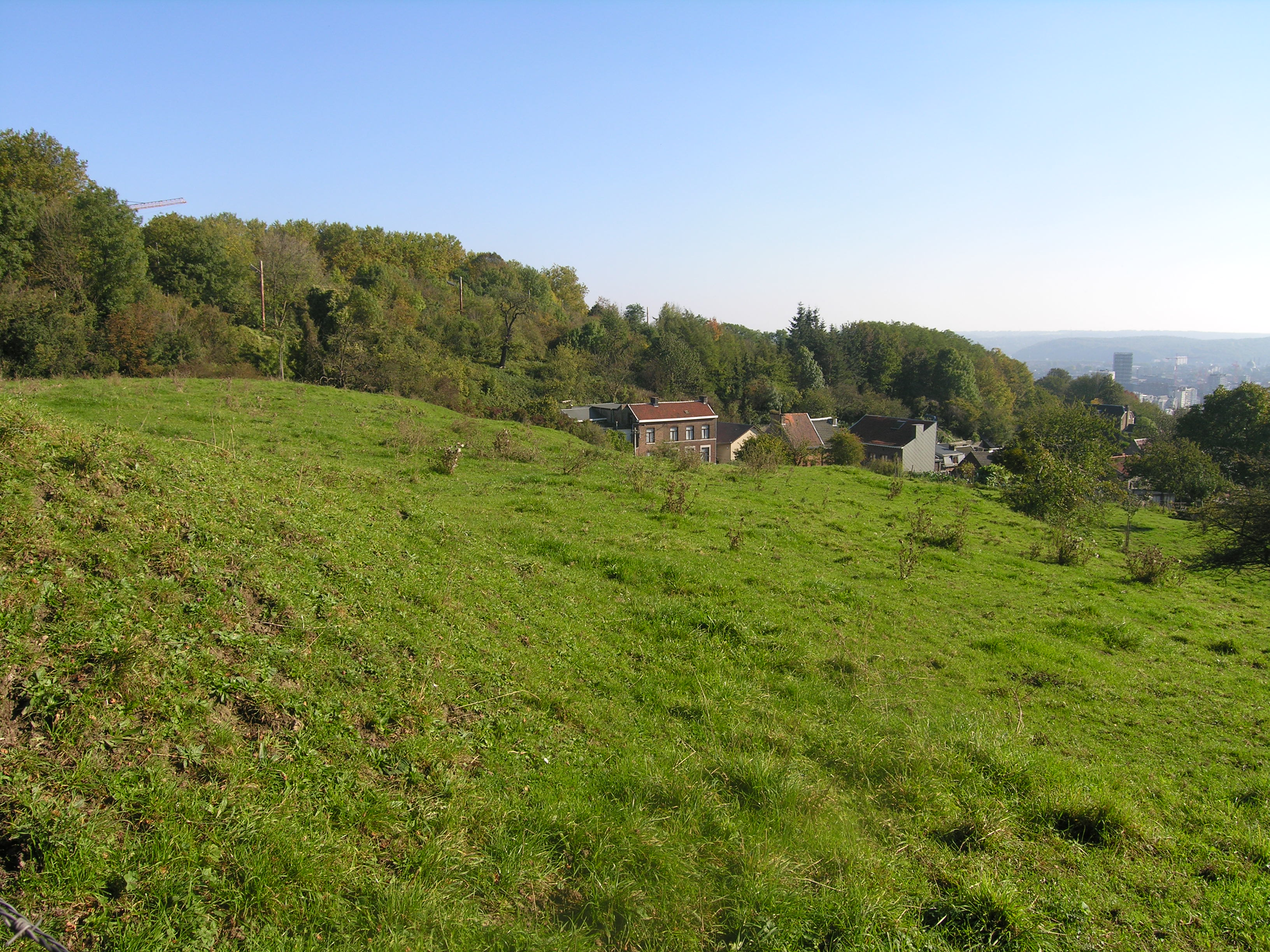
Romasos del glacis de terra de la ciutadella primitiva de Liège al parc de Favechamps
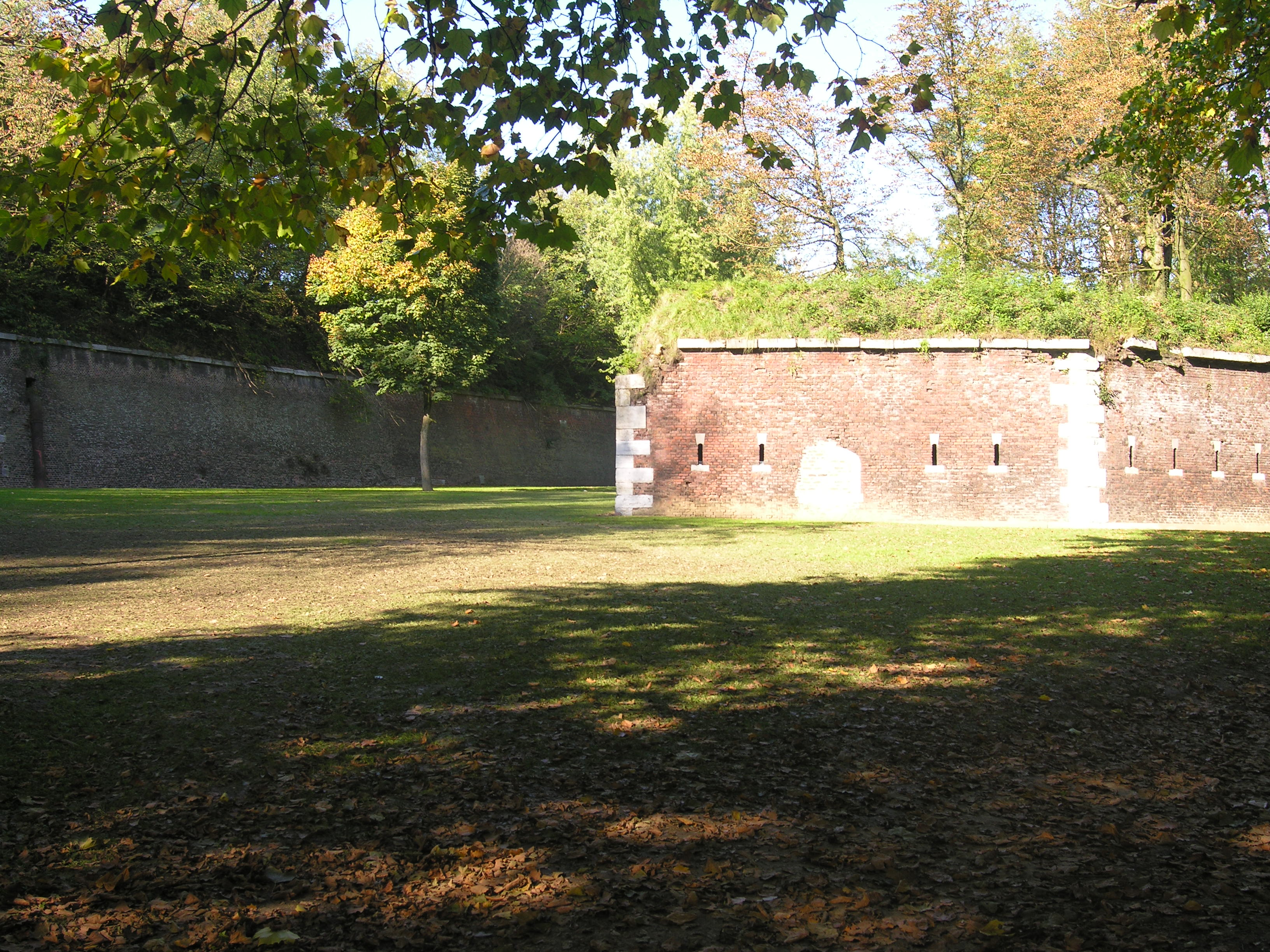
Parc de la Ciutadella

### Col·legiata de Sant Bartomeu
La Col·legiata de Sant Bartomeu és una església romànica del segle X amb interior barroc. Molt malmesa per una restauració del segle xix i la pol·lució atmosfèrica, va recuperar la seva esplendor després d'una restauració a l'inici del segle XXI. Conté una pila baptismal de la mateixa època, considerada com una de les meravelles de l'art dem bronze.

### Col·legiata de Sant Martí
La Col·legiata de Sant Martí és una església gòtica al promontori del «Publémont». L'edifici actual data del segle xvi.

### Quai de la Batte
El moll, zona portuària a l'edat mitjana, que havia sigut transformat als anys 1960 en autopista urbana, des dels anys 1990 reformatva ser al marc del programa urbanístic «Lieja torna a trobar el seu riu». A poc a poc torna a trobar el seu caràcter d'avinguda, amb vorreres amples que conviden a vaiverejar al marge de l'aigua. El pas dels cotxes va ser considerablement reduït. Aquest programa encara no està acabat i la seva continuació és considerada com una prioritat per la població.
Hi té lloc un mercat setmanal multitudinari els diumenges al matí que ocupa gairebé dos quilòmetres vora el riu. S'hi poden trobar tota mena de fruites i verdures, productes típics italians (Lieja és una vila amb una forta immigració italiana durant tot el segle xx, que ha acabat constituint el 20% de la població). També s'hi troben animals, roba i tot tipus d'objectes i de paradetes de menjar.

### Museus
- Museu d'Art Modern (Musée d'art moderne et d'art contemporain o MAMAC), al parc de la Boverie, dins un bonic edifici construït per a l'Exposició Universal de 1905. S'hi exposen, entre d'altres, obres de Picasso, Gauguin, Monet i Chagall.
- Museu d'Art Religiós i d'Art Mosà (Musée d'Art Réligieux et d'Art Mosan), antic Museu Diocesà. Les col·leccions presentades donen una visió molt suggestiva de l'evolució de l'art religiós dins l'antiga diòcesi de Lieja i deixen palesa les particularitats de cada gran corrent artístic, des de l'art romànic fins a l'historicisme, passant pel gòtic, el renaixement i el barroc.
- Museu de la Vida Valona (Musée de la Vie Wallone). Ordenat cronològicament, mostra les eines, les cases, els vestits, els objectes i altres estris dels habitants de la regió. Actualment en renovació.
- Museu Grétry: casa natal del compositor André Ernest Modeste Grétry
- Museu Grand Curtius, museu d'art et d'història, reobert el 2009 després obres majors de renovació, d'eixample i d'integració de col·leccions anteriorment disperses arreu la ciutat.[10]
- Museu de les Belles Arts de la ciutat de Lieja (BAL) (Musée des Beaux Arts de la Ville de Liège), (antigament Museu d'art Való)
- Museu d'Armes (Musée d'Armes), malgrat que no se sigui un apassionat de les armes, els gravats i les explicacions de les seves tècniques de fabricació són excepcionals.
- Archeofòrum de la Plaça Sant Llambert
- El Tresor de la Catedral (Trésor de la Cathédrale)

## Ciutats agermanades
Lieja està agermanada amb les ciutats d'Aquisgrà (Alemanya), Colònia (Alemanya), Cracòvia (Polònia), Lilla (França), Plzeň (República Txeca), Porto (Portugal), Rotterdam (Països Baixos), Saint-Louis (Senegal), Torí (Itàlia) i Volgograd (Rússia).